# بيدرولا
بلدية بيدرولا (بالإسبانية: Pedrola) هي بلدية تقع في مقاطعة سرقسطة التابعة لمنطقة أراغون شمال شرق إسبانيا.

## الديموغرافيا
بلغ عدد سكان بلدية بيدرولا 3.769 نسمة عام 2011 (وفقاً للمعهد الوطني الإسباني للإحصاء).
| 2.582 | 2.588 | 2.819 | 3.065 | 3.302 | 3.667 | 3.769 |

## توأمة
لبيدرولا اتفاقيات توأمة مع:
- فالرموسى